# Edgar Maass
Edgar W. A. Maass (* 4. Oktober 1896 in Hamburg; † 6. Januar 1964 in Paterson, New Jersey, Vereinigte Staaten) war ein deutscher Chemiker und Schriftsteller, der vor allem durch Romane aus dem Ersten Weltkrieg sowie historische und biografische Romane bekannt wurde.

## Leben
Maass war der Sohn des Kaufmanns Wilhelm Maass und dessen Ehefrau Martha Anna Moje. Seine jüngeren Brüder waren die späteren Schriftsteller Waldemar und Joachim Maass. Nach dem Abitur und der Teilnahme am Ersten Weltkrieg studierte er zunächst Medizin an der Universität Rostock und schloss dieses Studium 1921 mit einer Promotion mit einer Dissertation zum Thema Die elektrolytische Behandlung der Gonorrhoe des Mannes nach dem Verfahren von Charles Russ ab. Danach studierte er Chemie an den Technischen Hochschulen von Hannover und München und schloss seine Ausbildung 1924 mit der Promotion zum Dr. Ing. ab.
Nachdem er als Chemiker zuerst in München und Leipzig und dann zwischen 1926 und 1934 in den Vereinigten Staaten tätig gewesen war, begann er Mitte der 1930er seine schriftstellerische Laufbahn mit Romanen wie Verdun (1936). In dieser Zeit gehörte er mit seinem Bruder sowie Martin Beheim-Schwarzbach, Friedo Lampe und Wilhelm Emanuel Süskind einem Kreis an, der im Berliner Hause des jüdischen Arztes und Mäzens Lothar Luft zusammenkam.
1938 emigrierte er endgültig in die USA und lebte dort bis zu seinem Tode. In der Folgezeit verfasste er zahlreiche weitere Romane mit historisch-biografischen Themen wie Das große Feuer (1939) über den Hamburger Brand im Mai 1842, Der Arzt der Königin (1950) oder Kaiserliche Venus (1952). Seine Werke wurden in zahlreiche Sprachen übersetzt wie ins Dänische, Englische, Italienische, Niederländische, Spanische und Tschechische.

## Weitere Veröffentlichungen
- Novemberschlacht, Oldenburg 1935
- Der Auftrag, Erzählung, Oldenburg 1936
- Werdelust, Berlin 1937
- Im Nebel der Zeit, Berlin 1938
- Lessing, Stuttgart 1938
- Das große Feuer, Berlin 1939
- Der Traum Philipps des Zweiten, Gütersloh 1954
- Don Pedro und der Teufel : Ein Roman aus der Zeit des untergehenden Rittertums, Hamburg 1954
- Der Fall Daubray, Hamburg 1957
- Eine Dame von Rang, Hamburg 1965 (posthum)